# Enfants de Klang Leu
 (juin 2020).
Enfants de Klang Leu (EKL) est une association caritative franco-cambodgienne lancée en 2006 par Anne et Jacques Collineau. L'organisation a pour but de faciliter l’accès à l’éducation des enfants démunies de la province de Sihanoukville, tout en offrant une assistance alimentaire, médicale et sociale aux enfants vulnérables et aux membres de leur famille. L’organisation a le statut d'association loi de 1901 reconnue d'utilité publique depuis 2011 et est enregistrée auprès du ministère de l’intérieur du Royaume du Cambodge depuis 2016.

## Actions
EKL a pour mission d’assurer le bon développement physique et psychologique des enfants afin qu’ils puissent accéder à un avenir meilleur.
Les activités se structure dans et autour du Centre d'accueil basé à Klang Leu, qui ambitionne d'être lieu de sécurité et d'épanouissement.
En 2024, le Centre d'EKL à Klang Leu accueille quotidiennement 60 enfants âgés entre 18 mois et 18 ans et soutient 100 familles.

## Histoire
Lors d'un voyage au Cambodge en 2005, Anne et Jacques Collineau furent choqués par les conditions de grande pauvreté dans lesquelles vivaient les enfants du village de Klang Leu. À partir de 2006, les fondateurs s'engagent localement pour aider cette communauté défavorisée à avoir accès à l'école et être équipée en vêtements, uniformes et matériel scolaire; ils collectent des dons matériels et développent des partenariats.
Le premier centre est ouvert en 2008, sous un format de type crèche pour les jeunes enfants, ce qui permet aux aînés d'aller à l’école et aux parents de travailler, au lieu de s'occuper des enfants. L'intention est de rendre autonomes les familles locales en leur permettant de se construire une situation plus stable. Cette approche est emblématique des années 2000s et 2010s, qui voient les associations caritatives passer d'actions dites « d'assistanat » à une approche visant à permettre aux communautés défavorisées de durablement s’enrichir.
En 2011, ayant triplé le nombre d'enfants accueillit, EKL s'agrandit et s'institutionnalise. L'association loue une maison plus offrant plus d'espace, augmente le nombre d’employés à plein temps et s'enregistre auprès des autorités Françaises, obtenant le statut d'association loi de 1901. 
En 2016, EKL est officiellement reconnue par le Royaume du Cambodge et obtient le statut d'organisation non gouvernementale.
En 2018, un flux d'investissements chinois dans la province de Sihanoukville entraîne une rapide hausse des prix et des loyers, forçant l'association à déménager dans un centre plus petit avec un loyer plus élevé et un nombre d'enfants grandissant à sa charge.
En 2019, une loi passée par le gouvernement Cambodgien rend illégal la plupart des jeux d'argent en ligne, à la suite de quoi beaucoup d'investisseurs chinois abandonnent leurs projets dans la région, entraînant des licenciements de milliers de travailleurs cambodgiens. Cet événement a pour conséquence directe une augmentation du nombre d’individus faisant appel à des ONGs comme EKL. En 2019, les fondateurs se retirent du Conseil d’Administration pour laisser place à une toute nouvelle équipe afin de poursuivre les actions sur le terrain et développer la structure EKL au Cambodge.
En 2020, la Pandémie du COVID-19 force le Royaume du Cambodge à entrer dans une période de confinement. Comme beaucoup de pays, le confinement au Cambodge affecte très fortement les communautés les plus défavorisées, s'ajoutant aux licenciements et à la hausse des prix des années précédentes. De plus, ce climat d'incertitude économique causé par la pandémie entraîne une diminution international des donations caritatives, qui n’épargne pas EKL.
Fin 2023, le Centre EKL est relocalisé dans un espace plus grand et verdoyant, propice au bien-être des enfants, grâce au soutien de Icare Group. Toujours dans le quartier de Klang Leu à Sihanoukville, à quelques minutes à pied de l’école, les enfants bénéficient d’un meilleur environnement pour s’épanouir et se construire un avenir brillant.

## Financement
En moyenne sur les trois dernières années, EKL a levé environ 33 000$ US par an, sans compter les donations en nature tels que les vêtements, des dons alimentaires et services. L’intégralité du financement d'EKL vient de donations privées et de ses sponsors. En mars 2020, sa liste de sponsors compte : Challenge Cambodge, Presol, PureVitality, Jaya, Icare Group, Artitude, EDR et A.S.L.
Entre 2017 et 2019, l'organisation a dépensé plus de 107 000$ US principalement pour des programmes liées à l’éducation (équipement scolaire, activités sportifs et ludiques, soutien scolaire...).
Une grande partie du budget d'EKL vient d'un partenariat de longue date avec le l'Internationational French School (anciennement appelé Lycée français de Singapour). Le lycée organise plusieurs événements caritatifs au cours de l’année scolaire, et reverse les fonds récoltés à des associations partenaires tel que EKL, Blue Dragon, Krousar Thmey et d'autres. Ce partenariat a démarré en 2011 et dure depuis prés d'une décennie. En 2019, EKL a reçu 10 000$ US grâce à des levées de fonds organisées avec le Lycée. Cependant, une nouvelle loi singapourienne pourrait forcer le Lycée à limiter ou stopper ses partenariats avec des associations non-singapouriennes.